# Ljurs distrikt
Ljurs distrikt är ett distrikt i Vårgårda kommun och Västra Götalands län. 
Distriktet ligger söder om Vårgårda. 

## Tidigare administrativ tillhörighet
Distriktet inrättades 2016 och utgörs av socknen Ljur i Vårgårda kommun.
Området motsvarar den omfattning Ljurs församling hade vid årsskiftet 1999/2000.